# 原田武一

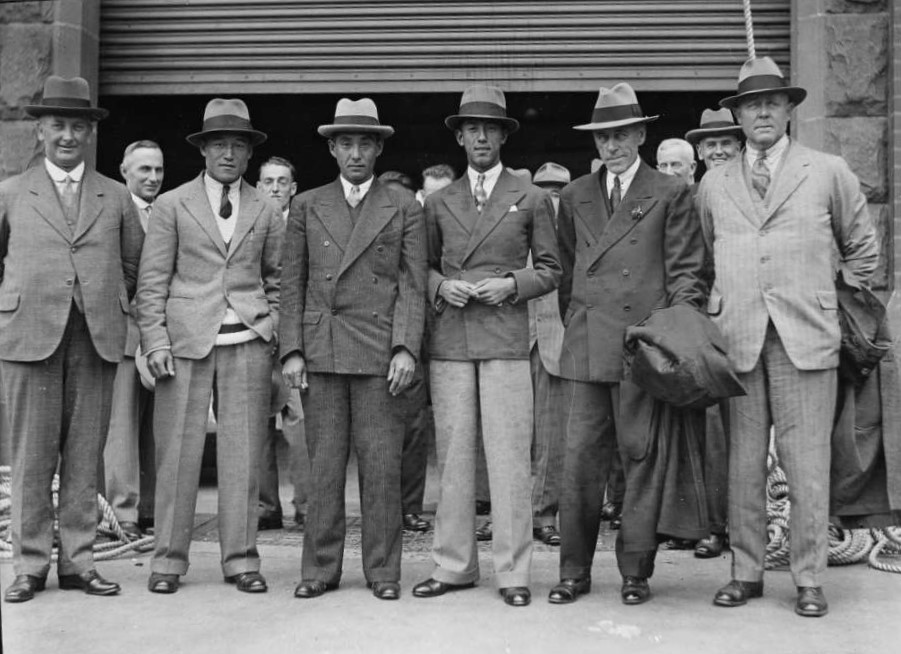
原田（前列左より3人目）と佐藤次郎、布井良助。1932年、シドニー

原田 武一（はらだ たけいち, 1899年（明治32年）5月16日 - 1978年（昭和53年）6月12日）は、大阪府大阪市出生。岡山県倉敷市出身の男子テニス選手。日本テニス界の先駆者であった熊谷一弥と清水善造の後に続き、大正期から昭和期へと移行した1920年代に、日本を代表する選手として活躍した。1926年に「全米ランキング3位」となり、当時の世界ランキングでも7位に入った名選手である。慶應義塾大学を中退し、ハーバード大学特別科を修了。とりわけ、男子テニス国別対抗戦・デビスカップで傑出した成績を挙げ、海外のテニス界にも強烈な印象を残した。
彼は美貌の青年として女性からの人気も高く、海外にも多くの女性ファンを獲得した。当時の日本人男性としては珍しく、豪快な遊びを好んだ人物でもあった。選手時代に集めたものをスクラップ・ブックに保管していたことから、原田に関しては現在でも多数の資料が残っている。

## 来歴
岡山県都窪郡中州村（現・倉敷市）の農家の長男として生まれる。父親は多額納税者で、倉敷電燈（現・中国電力）の役員も務めた。原田武一がテニスを始めたのは小学校3年生の時で、学校にいたテニス好きの教師の刺激もあって軟式テニスに夢中になったという。1917年（大正6年）に慶應義塾大学予科へ入学後、慶大庭球部で「硬式テニス」に接した。日本で硬式テニスの先駆者となった熊谷一弥は、慶應義塾大学のOBとして原田にも大きな刺激を与えた。ところが、幼少期からいたずら好きの少年だった彼は、大学入学後も講義にはほとんど出席せず、テニスの練習と豪放な私生活で有名になっていた。1922年に始まった全日本テニス選手権で、原田は男子シングルス4回戦で福田雅之助に敗退し、大きなショックを受ける。翌1923年の第2回全日本テニス選手権で、原田は鳥羽貞三（1901年 - 2002年）を 5-7, 6-3, 5-7, 6-2, 6-2 で破り、大会初優勝を飾った。これが認められて、原田は1924年からハーバード大学の「特別科」に留学することが決まった。この年から原田は海外遠征が増え、ウィンブルドン選手権初参加で4大大会デビューを果たし、アメリカのビンセント・リチャーズとの3回戦に進出した。その後、パリ五輪にも日本代表選手として出場したが、男子シングルス準々決勝でイタリア代表選手のウンベルト・デ・モルプルゴ（1896年 - 1961年）に 4-6, 1-6, 1-6 で完敗した。前回オリンピックの1920年アントワープ五輪で熊谷一弥が男子シングルス・ダブルスの「銀メダル」を獲得したことから、原田のベスト8は当時の観点からは“後退”とみなされた。パリ五輪の後、男子テニス国別対抗戦・デビスカップにも日本代表選手として初出場する。それから全米選手権にも初出場したが、最初の全米挑戦は1回戦敗退に終わった。
1925年から1927年にかけて、原田武一は競技生活の最盛期を迎える。2度目のデビスカップ出場で、日本チームは「アメリカン・ゾーン」の準決勝でスペインを3勝2敗で下したが、原田は第4試合のシングルス戦でマニュエル・アロンソ（1895年 - 1984年、スペイン人選手初の国際テニス殿堂入り）を 2-6, 6-4, 6-3, 6-4 で破り、国際舞台でも実力を伸ばした。アメリカン・ゾーン決勝ではオーストラリアに1勝4敗で敗れたが、原田は第4試合シングルスでジェラルド・パターソンに 6-2, 3-6, 6-1, 7-5 で勝ち、日本チーム唯一の勝利を収めている。2年連続で出場した全米選手権では、前年のウィンブルドンと同じビンセント・リチャーズに再び3回戦で敗れ、リチャーズはビル・チルデンと並んで原田の壁として立ちはだかる。1926年のデビスカップでは、日本テニス史に残る名勝負が繰り広げられた。日本は「アメリカン・ゾーン」決勝でキューバに5戦全勝で勝ち、「インターゾーン」の決勝でフランスと対戦する。当時のテニス界は、フランスの「四銃士」と呼ばれた4人の強豪選手たちが世界を席巻し始めていた。原田はインターゾーン決勝のフランス戦で、第2試合シングルスでルネ・ラコステを 6-4, 4-6, 6-3, 9-7 で破り、第5試合シングルスでもアンリ・コシェに 6-1, 6-3, 0-6, 6-4 で勝ち、この活躍で世界的に有名な選手となった。日本チームは2勝3敗でフランスに敗れたが、原田のシングルス2勝は大きな反響を呼んだ。1926年、原田武一は「全米テニスランキング」でビル・チルデン、マニュエル・アロンソに次ぐ第3位にランクされ、世界ランキングでも7位に躍進した。
1927年のウィンブルドン選手権で「メリット・シーディング」という新たなシード選手選定方法が定められ、原田武一は最初のメリット・シーディングで「第5シード」に選ばれたが、1回戦敗退に終わった。この年はデビスカップ・インターゾーン決勝と全米選手権3回戦でラコステに連敗する。原田は海外でも友達作りのセンスに優れていたため、遠征で親しくなったビンセント・リチャーズを日本に招待した。その後、世界の名選手たちが続々と日本を訪れ、海外トップ選手たちのプレーを日本国内で見る機会が増えたが、その最初の流れを作ったのが社交家の原田であった。
競技生活最後の年となった1930年、原田はデビスカップに3年ぶり5度目の出場で日本チームを「ヨーロッパ・ゾーン」の決勝まで導いたが、日本はイタリアに2勝3敗で敗れて「インターゾーン」決勝進出を逃した。原田は対イタリア戦でシングルス2試合に勝利し、6年前のパリ五輪準々決勝で敗れたウンベルト・デ・モルプルゴに雪辱している。デ杯での原田の通算成績は、シングルス19勝4敗、ダブルス8勝8敗で、総計「27勝12敗」の記録を残した。この年は全仏選手権に唯一の出場記録があり、3回戦でオーストラリアの強豪選手ハリー・ホップマンに 5-7, 6-4, 3-6, 4-6 で敗れる。3年ぶり3度目の出場となったウィンブルドン選手権では、3回戦でイギリスのコリン・グレゴリーに 3-6, 2-6, 5-7 で敗れた。原田は団体戦のデ杯に比べると、4大大会の個人戦では好成績が少なく、3回戦進出止まりで終わっている。
原田武一のテニスは、ラケットの握り方（グリップ）に関しては熊谷一弥と同じ「ウエスタングリップ」で通した。当時の世界トップ選手は、対照的な握り方の「イースタングリップ」を駆使する選手の割合が高かった。同世代の福田雅之助が日本に初めてイースタングリップを紹介した後、日本のテニス選手にもイースタングリップを模倣する人が増えたという。しかし、原田はこの流れを懸念していた。彼は持論として「ノーフォーム、ノーグリップ」という言葉を愛用したが、これは個々の選手がむやみやたらに有名選手のスタイルを模倣するのではなく「自分に最も適したテニス・スタイルを見つけること」の重要性を説いたものである。
選手引退後の原田は、1955年と1956年の2年間デビスカップの日本代表監督を務めた。この年からデ杯に「東洋ゾーン」が設立され、日本国内でのデ杯開催が可能になったことから、5月27日-29日にかけて東京の田園コロシアム（現在の有明コロシアム）で日本初のデ杯戦が開催され、日本はフィリピン・チームに3勝2敗で勝ち、第2次世界大戦終戦後の初勝利を収める。（日本のデ杯復帰は1951年であったが、1954年までは「アメリカン・ゾーン」の1回戦で敗退していた。）この時に日本代表チームの主戦力であった宮城淳と加茂公成の2人が、8月末の全米選手権男子ダブルスで優勝する。テニス以外では、岡山三菱自動車販売の初代社長となり、晩年は故郷の倉敷市にある川崎医科大学附属病院で、医師になったひとり息子・種一の治療を受け、1978年6月12日に79歳で逝去した。1890年（明治23年）に建てられた生家は、2016年に人手に渡ったたのち、古民家再生でジャム工房として使用されている。